# Kłosy Ukraińskie
Kłosy Ukraińskie – dwutygodnik ilustrowany. Polskie czasopismo polityczne i literackie pod kierownictwem Jana Ursyna, wydawany w Kijowie od roku 1913 do 1917.